# Leo Zarth
Leo Zarth (* 24. September 1897 in Beckingen; † nach 1965) war ein deutscher Verwaltungsjurist und Senatspräsident am Oberverwaltungsgericht Saarlouis.

## Leben
Leo Zarth war promovierter Jurist und kam nach dem Krieg 1945 in das saarländische Kultusministerium, wo er Oberregierungsrat und später juristischer Berater in der Obersten Naturschutzbehörde  wurde. Dort blieb er bis zum Jahre 1950, als er Richter beim Oberverwaltungsgericht Saarlouis wurde. In dieses Jahr fällt auch der Bau seiner Villa am Hang des Galgenbergs bei Beckingen, in unmittelbarer Nähe zu dem Naturdenkmal Buntsandsteinwand. Zwei Jahre später erklärte die Naturschutzbehörde das Gebiet „im öffentlichen Interesse“ zum Naturdenkmal. So wurde es für potentielle Bewerber unmöglich, dort ein Haus zu errichten. Ein 70-jähriger Baustoffhändler hatte mit einem Bauantrag keinen Erfolg und klagte vor dem Verwaltungsgericht bzw. Oberverwaltungsgericht Saarlouis. Im Dezember 1956 – mittlerweile Präsident des Zweiten Senats des Oberverwaltungsgerichtes Saarlouis – wich er mit seinem Beschluss von dem Urteil des Bundesverwaltungsgerichtes vom 12. Juli 1956 ab und sorgte damit für  einen Bericht im Spiegel Nr. 10/1961.
Bereits einige Jahre vorher sollte eine Tankstelle in der Nähe von Zarths Villa errichtet werden. Mit seinem  Einfluss bei der Baubehörde des Kreises Merzig-Wadern verhinderte er auch dieses Bauvorhaben. Die Bauaufsichtsbehörde des Kreises Merzig-Wadern verweigert die Erteilung einer Baugenehmigung.
1965 kandidierte Zahn erfolglos für den Deutschen Bundestag. Er zog weder als Direktkandidat noch als Bewerber über die Landesliste der Christlichen Volkspartei des Saarlandes in den Bundestag ein. 
Bei seiner Verabschiedung in den Ruhestand soll Druck ausgeübt worden sein. Der Präsident des Oberverwaltungsgerichts Saarlouis, Dr. Luxemburger,  hatte im Auftrag des saarländischen Innenministers Fritz Schuster telefonisch mitgeteilt, der Ministerrat habe ein Dienststrafverfahren gegen ihn eingeleitet. Ihm wurde erklärt, von der Durchführung eines Verfahrens könne abgesehen werden, wenn er seine (vorzeitige) Pensionierung beantragen würde.